# Jamie Knight-Lebel
Jamie Knight-Lebel (Montréal, 24 dicembre 2004) è un calciatore canadese, difensore del Crewe Alexandra in prestito dal Bristol City e della nazionale canadese.

## Biografia
Nato a Montréal da padre canadese e madre gallese, si è trasferito con la famiglia a Bristol all'età di cinque anni.

## Carriera

### Club
Knight-Lebel è cresciuto nel settore giovanile del Bristol City con cui ha firmato il primo contratto professionistico il 5 maggio 2022. Ha fatto il suo esordio in prima squadra il 28 ottobre 2023 nell'incontro di Championship perso 2-0 contro il Cardiff City.
Il 24 giugno 2024 è stato ceduto in prestito per una stagione al Crewe Alexandra, club della quarta divisione inglese.

### Nazionale
Nel 2022 ha partecipato con la nazionale canadese Under-20 al campionato nordamericano di categoria.
Il 9 ottobre 2024 ha ricevuto la prima convocazione da parte della nazionale canadese, con cui ha debuttato il 20 novembre nell'incontro di CONCACAF Nations League vinto 3-0 contro il Suriname.

## Statistiche

### Presenze e reti nei club
Statistiche aggiornate al 20 novembre 2024.
| Stagione        | Squadra         | Campionato      | Campionato | Campionato | Coppe nazionali | Coppe nazionali | Coppe nazionali | Coppe continentali | Coppe continentali | Coppe continentali | Altre coppe | Altre coppe | Altre coppe | Totale | Totale | Totale |
| Stagione        | Squadra         | Comp            | Pres       | Reti       | Comp            | Pres            | Reti            | Comp               | Pres               | Reti               | Comp        | Pres        | Reti        | Pres   | Reti   |        |
| --------------- | --------------- | --------------- | ---------- | ---------- | --------------- | --------------- | --------------- | ------------------ | ------------------ | ------------------ | ----------- | ----------- | ----------- | ------ | ------ | ------ |
| 2023-2024       | Bristol City    | FLC             | 2          | 0          | FACup+CdL       | 1+0             | 0               | -                  | -                  | -                  | -           | -           | -           | 3      | 0      |        |
| 2024-2025       | Crewe Alexandra | FL2             | 12         | 0          | FACup+CdL       | 1+1             | 0               | -                  | -                  | -                  | FLT         | 2           | 0           | 16     | 0      |        |
| Totale carriera | Totale carriera | Totale carriera | 14         | 0          |                 | 3               | 0               |                    | -                  | -                  |             | 2           | 0           | 19     | 0      |        |

### Cronologia presenze e reti in nazionale
| Cronologia completa delle presenze e delle reti in nazionale ― Canada | Cronologia completa delle presenze e delle reti in nazionale ― Canada | Cronologia completa delle presenze e delle reti in nazionale ― Canada | Cronologia completa delle presenze e delle reti in nazionale ― Canada | Cronologia completa delle presenze e delle reti in nazionale ― Canada | Cronologia completa delle presenze e delle reti in nazionale ― Canada | Cronologia completa delle presenze e delle reti in nazionale ― Canada | Cronologia completa delle presenze e delle reti in nazionale ― Canada |
| Data                                                                  | Città                                                                 | In casa                                                               | Risultato                                                             | Ospiti                                                                | Competizione                                                          | Reti                                                                  | Note                                                                  |
| --------------------------------------------------------------------- | --------------------------------------------------------------------- | --------------------------------------------------------------------- | --------------------------------------------------------------------- | --------------------------------------------------------------------- | --------------------------------------------------------------------- | --------------------------------------------------------------------- | --------------------------------------------------------------------- |
| 19-11-2024                                                            | Toronto                                                               | Canada                                                                | 3 – 0                                                                 | Suriname                                                              | CONCACAF Nations League 2024-2025 - Quarti di finale                  | -                                                                     | 73’                                                                   |
| 7-6-2025                                                              | Toronto                                                               | Canada                                                                | 4 – 2                                                                 | Ucraina                                                               | Amichevole                                                            | -                                                                     | 64’                                                                   |
| 24-6-2025                                                             | Houston                                                               | Canada                                                                | 2 – 0                                                                 | El Salvador                                                           | Gold Cup 2025 - 1º turno                                              | -                                                                     | 77’                                                                   |
| Totale                                                                |                                                                       | Presenze                                                              | 3                                                                     |                                                                       | Reti                                                                  | 0                                                                     |                                                                       |